# DPRK-POP
DPRK-POP（ディーピーアールケイ・ポップ、英語: Democratic People's Republic of Korea POP）とは、朝鮮民主主義人民共和国（北朝鮮）で創作されたポップ・ミュージック（歌謡曲）を指す名称である。NK-POP（英語: North Korea POP）と呼ばれることもある。
在日朝鮮人2世のジャーナリストの高英起は、「過去北朝鮮でつくり上げてきた音楽を基礎とした上で、世界の流行音楽の流れも積極的に取り入れている」とし、その創作性については評価をしている。
アーティストグループとしては、普天堡電子楽団や牡丹峰楽団、青峰楽団などが著名である。

## 著名な作品
- 攻撃戦だ（攻撃の勢いで）
- 私たちはあなたしか知らない
- 親愛なる父
- 行こう、白頭山へ
- 将軍様は縮地法を使われる
- パルコルム（足取り）
- 走って行こう未来へ
- 前進する社会主義
- 学ぼう
- 千里馬走る
- あなたがいなければ祖国もない
- 金日成将軍の歌
- 金日成大元帥万々歳
- 金正日将軍の歌
- 我らの金正日同志
- 口笛（フィパラム）
- 社会主義前進歌
- 焚き火
- 朝鮮人民軍歌
- 一気に
- 輝く祖国
- 統一列車は走る
- 明けるな平壌の夜よ
- 我らは万里馬騎手
- 朝鮮はやるときはやる
- 金正恩将軍賛歌
- 突破せよ最先端を
- 砲兵の歌
- 沿岸砲兵の歌
- じゃがいも自慢
- 私の国が一番良い
- この地の主人たちは話す
- 武装で仕えよう我らの最高司令官
- 一つの大家庭
- これ見よがしに
- 遊撃隊の馬そりが駆ける
- 戦車兵の歌
- 千里でも万里でも
- 金正恩将軍に栄光を